# Nowo-Talicy
Nowo-Talicy (ros. Ново-Талицы) – wieś (sieło) w Rosji, w obwodzie iwanowskim, w rejonie iwanowskim. W 2010 liczyła 8563 mieszkańców.